# 仙石久隆
仙石 久隆（せんごく ひさたか、文禄3年（1594年） - 正保2年5月21日（1645年6月15日））は、江戸時代前期の旗本。
信濃国小諸藩初代藩主・仙石秀久の七男。子に仙石久邦、娘（竹中重堅妻）、娘（天野長重妻）。通称は右近、弥兵衛。官位は従五位下、大和守。

## 生涯
文禄3年（1594年）、信濃国小諸藩初代藩主・仙石秀久の七男として誕生。
慶長9年（1604年）、将軍・徳川家康に拝謁し、徳川秀忠の側近として仕える。先に召しだされた五兄の丹波守政能の采地である上総武射郡・上野国3000石を相続する。両大坂の陣に三兄の忠政と共に出陣し、元和3年（1617年）、書院番に列し、2代将軍・秀忠上洛に供奉する。また寛永3年（1626年）、3代将軍・徳川家光の上洛と参内にも供奉し、御使番となる。
寛永4年（1627年）、会津若松城に加藤嘉明が入封する際に引渡役を務める。寛永6年（1629年）、目付となる。寛永7年（1630年）、相模国底倉温泉において将軍の旅館造営を奉行し、同年加藤嘉明が病床に臥すと幕命で会津に赴く。寛永9年（1632年）、熊本城に細川忠利が入封する際に板倉重昌に従って赴く。寛永10年（1633年）、幕命で徳川忠長の配所高崎城に赴き、同年12月26日、甲斐国1000石を加増される。
寛永11年（1634年）1月25日、家光の上洛の際、駿河国薩埵山、遠江国本坂の道普請を承る。寛永12年（1635年）5月10日、幕命で長崎に赴き、同年5月20日から12月25日まで長崎奉行を務める。寛永13年（1636年）4月10日、小姓組番頭となる。
正保2年（1645年）、死去。享年52。法名は宗祐。下谷の養源寺に葬られた。